# Hlavné správy
Hlavné správy – słowacki dziennik internetowy o orientacji konserwatywnej. Wydawcą pisma jest Heuréka Evolution. Według stanu na 2018 rok funkcję redaktora naczelnego pełni Róbert Sopko.
Jeden z autorów piszących do  czasopisma  Bohuš Garbár został skazany za szpiegostwo i korupcję. Rosjanin Jewgienij Palcew pisał także dla czasopisma pod pseudonimem Eugen Rusnák, utrzymywał on  kontakty z pracownikami finansowanej przez Kreml rosyjskiej grupy medialnej Rosja Segodnia (do której należy także agencja Sputnik).
Artykuły w czasopiśmie są krytykowane za zapewnianie przestrzeni dla szerzenia teorii spiskowych, stronniczych doniesień, dezinformacji, propagandę wojenną i prokremlowską.
2 marca 2022 roku Biuro Bezpieczeństwa Narodowego Słowacji potwierdziło, że podjęło decyzję o zablokowaniu serwisu Hlavné správy.
W 2018 roku serwis uplasował się na piątym miejscu w badaniu wiarygodności słowackich mediów przeprowadzonym przez centrum badawcze Reuters Institute for the Study of Journalism. W rankingu za rok 2019 Hlavné správy nie zajęły żadnej pozycji. Serwis był notowany w rankingu Alexa globalnie na miejscu: 14 187 (styczeń 2021), na Słowacji: 28 (styczeń 2021).